# Вишківська сільська рада (Великоберезнянський район)
| Вишківська сільська рада — колишній орган місцевого самоврядування у Великоберезнянському районі Закарпатської області з адміністративним центром у с. Вишка. Сільській раді були підпорядковані населені пункти: - с. Вишка |

## Склад ради
Рада складалася з 16 депутатів та голови.

## Керівний склад сільської ради
| ПІБ                      | Основні відомості                                                 | Дата обрання | Дата звільнення |
| ------------------------ | ----------------------------------------------------------------- | ------------ | --------------- |
| Штемер Галина Михайлівна | Сільський голова, 1968 року народження, освіта, позапартійна      | 26.03.2006   | 31.10.2010      |
| Штемер Галина Михайлівна | Сільський голова, 1968 року народження, освіта вища, позапартійна | 31.10.2010   |                 |

Примітка: таблиця складена за даними джерела

## Населення
Згідно з переписом УРСР 1989 року чисельність наявного населення сільської ради становила 960 осіб, з яких 451 чоловік та 509 жінок.
За переписом населення України 2001 року в сільській раді мешкали 883 особи.

### Мова
Розподіл населення за рідною мовою за даними перепису 2001 року:
| Мова       | Відсоток |
| ---------- | -------- |
| українська | 99,67 %  |
| угорська   | 0,22 %   |
| російська  | 0,11 %   |